# Kaldbaksbotnur
Kaldbaksbotnur is een dorp dat behoort tot de gemeente Tórshavnar kommuna in het oosten van het eiland Streymoy op de Faeröer. Kaldbaksbotnur heeft 6 inwoners. De postcode is FO 185. Kaldbaksbotnur ligt aan het Kaldbaksfjørður fjord. Het dorp bestaat uit slechts één boerderij. Kaldbaksbotnur werd pas in 1980 op het wegennet aangesloten en in 1992 werd een tunnel opengesteld voor het verkeer die het dorp gemakkelijker bereikbaar maakte. In de bergen boven Kaldbaksbotnur ligt de militaire basis Mjørkadalur.

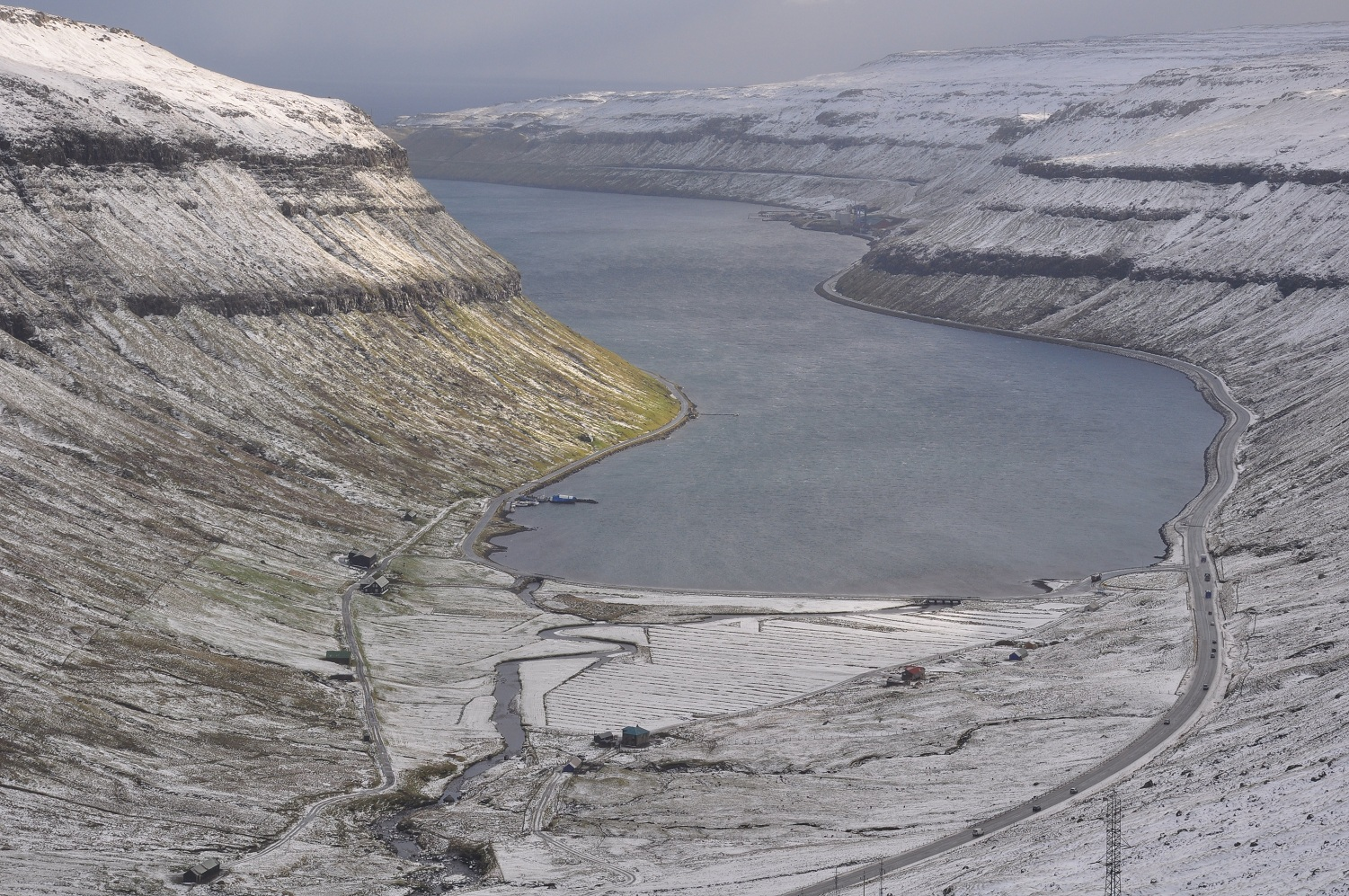
Kaldbaksbotnur